# Zíbia Gasparetto
Zíbia Gasparetto (Campinas, 29 luglio 1926 – San Paolo, 10 ottobre 2018) è stata una scrittrice e sensitiva brasiliana con più di 5 milioni di copie di libri venduti nel campo dello spiritismo.

## Biografia
Di una famiglia di origine italiana si sposò a vent'anni con Aldo Luiz Gasparetto, dal quale ebbe tre figli.
Dal 1950 avrebbe scoperto di possedere presunte qualità medianiche e insieme al marito iniziò a studiare lo spiritismo, a partire dalla lettura de Il libro degli spiriti di Allan Kardec. Avrebbe quindi scritto tramite la psicografia il suo primo libro, dettatole a suo dire da uno spirito di nome Lucios. Il libro "O Amor Venceu" venne pubblicato nel 1958: ne seguirono altri, sia racconti che raccolte di insegnamenti morali. La scrittrice dichiarò che le erano stati dettati da diversi spririti. Le sue opere si sono piazzate ai primi posti delle classifiche di vendita in Brasile; nessuna di esse è stato finora tradotto e pubblicato in Italia.
Morì a San Paolo il 10 ottobre 2018, a 92 anni, a causa di un tumore del pancreas. Cinque mesi prima era deceduto, per un tumore polmonare, suo figlio Luiz Antonio, il quale affermava di avere anch'egli poteri medianici.

## Pubblicazioni
- 1958 - O Amor Venceu ("L'amore ha vinto", attribuito allo spirito Lucius).
- 1968 - O Morro das Ilusões ("La collina delle illusioni").
- 1969 - Bate-papo com o Além ("Chiacchierata com Além", attribuita allo spirito di José Silveira Sampaio).
- 1974 - Entre o Amor e a Guerra ("Tra l'amore e la guerra", storia dell'amore tra un soldato francese e una ragazza tedesca durante la seconda guerra mondiale).
- 1984 - O Matuto ("Lo zotico", storia di un contadino analfabeta che eredita una fortuna e vince su tutti quelli che pretendevano imbrogliarlo).
- 1985 - Esmeralda ("Esmeralda", storia di una bellissima zingara).
- 1985 - O Mundo em que eu vivo ("Il mondo in cui io vivo", resoconto della vita nell'aldilà attribuita anch'essa allo spirito di Silveira Sampaio).
- 1986 - Pedaços do Cotidiano  ("Pezzi del quotidiano", raccolta di racconti attribuiti a diversi spiriti).
- 1986 - Laços Eternos ("Legami eterni").
- 1988 - O Fio do Destino ("Il filo del destino", resoconto delle sue vite passate, attribuito allo spirito di un certo Lucius).
- 1988 - Voltas que a Vida dá ("Ritorni che la vita da", seconda raccolta di racconti attribuiti a diversi spiriti).
- 1989 - Espinhos do Tempo ("Spine del tempo", storia ambientata in una fazenda).
- 1992 - Quando a Vida Escolhe  ("Quando la vita ci sceglie").
- 1993 - Somos todos inocentes ("Siamo tutti innocenti", storia di un ragazzo arrestato per un crimine non commesso).
- 1995 - Pelas portas do coração ("Dalla porta del cuore", attribuito allo spirito di Juliana).
- 1996 - A Verdade de cada um ("La verità di ognuno").
- 1996 - Sem medo de viver ("Senza paura di vivere").
- 1997 - Conversando Contigo! ("Conversando con te", raccolta di lettere pubblicate nella rivista «Contigo» e unico libro non attribuito ad alcuno spirito).
- 1997 - Pare de Sofrer ("Finisci di soffrire", con insegnamenti attribuiti allo spirito di Silveira Sampaio).
- 1998 - O advogado de Deus ("L'avvocato di Dio").
- 1999 - Quando chega a hora ("Quando arriva l'ora", storia sull'amicizia di tre bambini).
- 2000 - Ninguém é de ninguém ("Nessuno è di nessuno").
- 2001 - Quando é preciso voltar ("Quando è necessario ritornare sui nostri passi").
- 2002 - Tudo tem seu Preço ("Tutto ha il suo prezzo").
- 2003 - Tudo Valeu a Pena ("Di tutto ne è valsa la pena").
- 2004 - Um Amor de Verdade  ("Un amore vero").
- 2005 - Nada é por acaso ("Niente è per caso", storia di un bambino indesiderato e di una madre sterile).
- 2006 - O Amanhã a Deus Pertence ("Il domani appartiene a Dio").
- 2007 - O Repórter do Outro Mundo ("Reporter dall'aldilà", notizie dal mondo dell'aldilà attribuite allo spirito di Silveira Sampaio).
- 2007 - Onde Esta Teresa? ("Dove sta Teresa?").
- 2008  - Eles continuam entre nós ("Loro continuano tra noi").
- 2008 - Vencendo o passado (Vincendo il passato).
- 2009 - Reflexões 2010 (Riflessioni 2010).
- 2009 - Se abrindo pra vida (Aprendosi alla vita)
- 2010 - Pensamentos 20 Anos (Pensieri 20 anni).
- 2010 - Pensamentos (Pensieri).
- 2010 - Eles continuam entre nós vol.2 (Loro continuano tra noi vol.2).
- 2011 - A vida sabe o que faz (La vita sa ciò che fa).
- 2011 - Pensamentos 2 (Pensieri 2).
- 2012 - Reflexões 2012/13 (Riflessioni 2012/13).
- 2012 - Pelas portas do coração - nova edição (Dalla porta del cuore -nuova edizione).